# ファーゴ駅
ファーゴ駅（英語:  Fargo station）は、アメリカ合衆国ノースダコタ州ファーゴ 4th・ストリート・ノース420にある駅。 全米各地を結ぶ旅客鉄道のアムトラックが乗り入れている。

## 概要
ファーゴはノースダコタ州最大の都市であり、歴史的には「西への玄関口」として知られている。アムトラックは1906年に完成したグレート・ノーザン鉄道（GN）の駅舎に隣接する建物に待合室を設けている。 今日、グレート・ノーザン鉄道の駅舎は店舗となっており、1995年以来複数の業者がレストランなどとして使用してきた。

## 利用可能な鉄道路線／列車
アムトラックの停車する列車は下記の通り。
シカゴとシアトル / ポートランド間の夜行長距離列車エンパイア・ビルダー … 1往復 発着
※当駅にはシカゴ - シアトル間、シカゴ - ポートランド間の編成とも停車。ワシントン州のスポケーン駅にて連結および切り離しを行う。